# وادي كوم أمبو لإستصلاح الأراضي
شركة كوم إمبو SOCIETE ANONYME DE WADI KOM-OMBO (تأسست 1904) لاستصلاح الاف الأفدنة في صعيد مصر وكانت هناك نية لدى بعض اليهود لجعل هذه المنطقة مستعمرة للفلاحين اليهود، أي مشروع لوطن قومى لليهود في مصر وبذلك كادت الشركة أن تتحول إلى دولة. وكانت أكبر الأسهم تعاملاً في بورصة القاهرة. ومن أكبر الأسهم في بورصات بروكسل وباريس.
تأسست بمرسوم خديوي برأسمال 300,000 جنيه استرليني. بدأ طلعت حرب حياته العملية محاسباً فيها. الشركة الحالية مقرها 2 ميدان أثر النبي، دار السلام، القاهرة، مصر.

## تاريخ الشركة

### التأسيس
أُعلن في لندن يوم الخميس، 6 أكتوبر 1994، أن سپينك، بالتعاون مع كريستي من سانت جيمس، ستعقد مزاد علني على مجموعة و. بنسون وعملات ورقية أخرى.
بالرغم من أن العملات الورقية في تلك المجموعة لم تكن بحالة جيدة وملونة مثل بقية الأوراق، إلا أن المجموعة رقم 567، والتي تراوح سعرها بين 5.500 و6.500 جنيه استرليني كانت الأغلى من بين المجموعة. تضم هذه مجموعة سلسلة عملات ورقية من وادي كوم أمبو تم طباعتها لتستخدم في أبريل ومايو 1919 عندما انقطعت كوم أمبو عن العالم الخارجي بسبب الفوضى السياسية في المنطقة. هذه المجموعة تتكون من أوراق فئة 5، 10 و15 قرش و1، 5، و10 جنيه. يعتقد أنها المجموعة الوحيدة الباقية، والباقي تم سحبه، عدا مجموعة واحدة تحتفظ بها شركة كوم أمبو. جميع الأوراق المالية عبارة عن كتابة بسيطة على بطاقة مختومة بختم يدوي شبه دائري، باس شركة وادي كوم أمبو لاستصلاح الأراضي. الكتابة نصها: «أنا الموقع بصفتي مفتش كوم أمبو، يدفع لحامله عند الطلب».
بدأ طلعت حرب عمله مع الأخوان سوارس. عام 1905 تكتل شركات يهودية برئاسة السير إرنست كاسل، عينه كرئيس للقسم القانوني في شركة كوم أمبو خلفاً لابراهيم أدا بك. بعد 18 عام حاكى طلعت حرب الأخوان سوارس وأسس بنك مصر.
قيادات الشركة:
المهندس/ عبد الله حسن محمود.ولد المهندس عبد الله حسن في قريه الرغامة غرب التابعه لمركز كوم امبو بمحافظه اسوان في العشرون من شهر مايو العام 1945
التعليم: حصل المهندس عبد الله حسن علي بكالوريوس الهندسة شعبه في الميكانيكا من جامعه هايدلبرغ بدوله ألمانيا الشرقيه ثم عاد إلى جمهوريه مصر العربيه ليشغل منصب مهندس تنفيذى بشركه وادى كوم امبو وتدرج بالمناصب ليشغل منصب رئيس قطاع التنفيذ ثم رئيس القطاعات الميكانيكيه للشركه وكان له عده جهود في الارتقاء بالشركة وتنفيذ عده مشاريع عملاقه منها تشجير الطريق الصحراوى واستصلاح اراضى شباب الخريجين واستصلاح سهل الطينة والاشراف على مشروع تعمير صحراء توشكى وتوفى في الرابع من ديسمبر من العام 2004

## شركة كوم أمبو وصناعة السكر
مع اكتمال بناء خزان أسوان عام 1902 ثم تعليته اللاحقة عام 1909، بالتزامن مع حفر شبكة قنوات الري، بدأت لأول مرة زراعة آلاف الأفدنة. حتى الآن غير معروف كمية المياه التي كانت متوافرة في موسم الجفاف كي تسمح بالري الدائم وبالتالي تظل الحبوب الثانية مزروعة كل عام.
أدت هذه التطورات الهامة إلى تضاعف قيمة الأرض، تخصيص مساحة جديدة لزراعة قصب السكر وازدهار مصانع السكر في عموم صعيد مصر. إنتاج السكر أصبح هو الصناعة الرئيسية الوحيدة وكانت زراعة قصب السكر هي ثاني أكثر المحاصيل ربحاً في مصر.
تبدل هذا عندما مرت صناعة السكر في مصر بأوقات عصيبة، إحداها في عهد محمد علي ومرة أخرى في 28 أغسطس 1905 عند انتحار ملك السكر الفرنسي إرنست كرونييه.
كان كورنييه، بالاشتراك مع هنري سايس أند سيه من پيرز والمصرفي رفائيل سوراس من مصر، هم من أعادوا إطلاق صناعة السكر في مصر عام 1892. بعد ثلاثة عشر عاماً خسر كورنييه في مضاربة ببورصة باريس مما تسبب في وفاته وأدى لتعسر تكتل شركات السكر في مصر.
لكن تعلية خزان أسوان، أدى لانتشار الجيل الثاني من مصانع السكر في صعيد مصر ومن أكثرها أهمية مصنع كوم أمبو، قرية تقع شمال أسوان على قناة ري (إرنست) كاسل.
مع توافر المياه على مدار العام، كوم أمبو، التي كانت تشتهر فقط بالمعابد المصرية القديمة، سرعان ما تحولت إلى بلدة صناعية مزدهرة وأصب رجالها، نسائها وأطفالها يعملون أو على صلة بصناعة السكر.
الآن، بجانب تحول القرية المنسية التي تضم الآثار التاريخية إلى مركز مزدهر لانتاج المحاصيل، أصبحت كوم أمبو تمثل قضية لمن رأوا الأمور بشكل مختلف. شركة كوم أمبو التي خطط لها وأسسها مجموعة من الرأسماليين اليهود، أشارت إليها الكلمات الافتتاحية في الصحف «المستعمرة الإسرائيلية على التراب المصري». الأهرام، في كلمتها الافتتاحية بالعدد الصادر في 10 ديسمبر 1903 ذهبت لأبعد من ذلك حيث قالت أن بلدة في صعيد مصر سيتكرر فيها ما حدث في فلسطين.
«وما أن بدأ تنفيذ خطة كوم أمبو، خطط مالكوها لجلب عمالة صهيونية لحرث الأرض، مثلما فعل روتشيلد في فلسطين. وبذلك، لا يحتاج الصهاينة للذهاب إلى شرق أوغندا كما اقترح البريطانيون.»
في ظل نظام laisser-faire وبمباركة كلاً من رئيس الشركة يوسف قطاوي باشا ونائبه طلعت حرب باشا، تركت شؤون السكر المصري بالكامل في أيدي البلجيكي هنري نعوس بك.
من مكتبه الأنيق في شارع الشيخ أبو السباع بالقاهرة، أدار البلجيكي الصغير «سوسيتيه جنرال لتكرير السكر المصري» بمفرده تقريباً من 1902 وحتى وفاته عام 1939. يرجع الفضل أيضاً لهنري نعوس وشريكه البلجيكي ألبرت سيسنز في أن القصب الجامايكي القديم الذي كان يستورد في أيام ابراهيم باشا (حكم 1849) تم استبداله بالسكر الجاوي POJ 105 الأعلى جودة.
لم يكن من قبيل المصادفة أيضاً أن أصحاب شركة السكر كانوا أيضاً هم المساهمين الرئيسيين في المصالح الزراعية التي تحكمت وأدارت مزارع السكر الشاسعة في صعيد مصر. من أهم هذه المصالح كانت شركة وادي كوم أمبو، والتي فكر فيها السير إرنست كاسل من لندن عام 1904، الرجل نفسه، الذي في عام 1898، كان له استثمارات ضخمة في إنشاء خزان أسوان.
كان من شركاء كاسل في مصر رفائيل سوارس، السير إلوين پالمر من البنك الوطني المصري، السير ڤكتور هراري باشا والمصرفي روبرت رولو (فيما بعد السير رولو). كان السير ڤكتور، الذي بعد تقاعده من الوظيفة الحكومية عام 1905، أصبح مشرفاً على الشؤون المالية للشركة الجديدة.
القائمة المختصرة لتنفيذ مشروعات شركة كوم أمبو لاستصلاح الأراضي كانت تضم إسماعيل سري باشا الذي رفض العرض بأدب؛ مفتش عام الدائرة السنية، بريتش باشا (ت. يناير 1913)، وأحمد بك مصطفى.
رجل الزراعة العصامي وقبل أن يصبح نائب مديرية المنيا، بدأ أحمد بك مصطفى كناظر أملاك جده حسن شركس باشا. وبسبب خبراته هذه، أسندت له شركة وادي كوم أمبو التفتيش على 30 ألف فدان، معظمها مخصص لزراعة مجموعة متنوعة من قصب السكر الجديد. ومن ثم فقد أصبح يطلق عليه لقب المفتش.
وسرعان ما أصبحت كوم أمبو بلدة قائمة على الشركة بعد تولي أحمد بك مصطفى القسم الزراعي بالشركة، كان ينظر لمفتش كوم أمبو من قبل الفلاحين على أنه بحكم الأمر الواقع رب عملهم ومن يمنحهم رواتبهم. وإذا كانت مسئوليته الثقيلة ليست كافية بالفعل، فكل عام، أثناء موسم حصاد قصب السكر، كان عدد العاملين تحت إدارة أحمد بك مصطفى يتضاعف. كان هذا يعني أيضاً أن كان عليه التفاوض من جديد والمدفوعات النقدية الخاصة. لكن في موسم الحصاد 1919 كان مختلف جداً ففي تلك السنة واجه المفتش أكثر بكثير مما تفاوض عليه من قبل.
بالرغم من كل مظاهر الاستقلالية - الرئيس الفخري للدولة، مجلس الوزراء، العلم، الرسوم الجمركية إدارة البريد - فقد ظلت مصر عام 1919 ظاهرياً مستعمرة أو محمية بريطانية. جميع الموظفين المدنيين، بداية من الخديوي حتى أصغر ضابط جيش، كانوا في النهاية ضمن مسئولية اللورد اللنبي، المندوب السامي البريطاني في مصر. إذا كان أحمد بك مصطفى يعتبر هو من يصرف الرواتب في كوم أمبو، فقد كان اللنبي يعتبر من قبل الكثيرين على أنه من يصرف الرواتب في مصر.
حتى في الفترة التي كانت فيها محمية بريطانية، فقد ظل لمصر عملتها الوطنية الخاصة. لماذا لجأ أحمد بك مصطفى لطباعة سندات مالية خاصة عام 1919؟ اجابة هذا السؤال موجودة في أرشيفات مكتب الخارجية البريطانية في المملكة المتحدة. هناك دليل موجود أيضاً في عدد جريدة الأهرام الصادر في 14 سبتمبر 1994، حيث نشرت مقالة تطري على مفتش كوم أمبو لجرأته ومبادرته.
«الصفات الحميدة» كما يقول المقال، والتي، «نفتقدها تماماً في موظفينا الآن، وها هنا الرجل، الذي، رغم كل الصعاب، كان جريئاً في اتخاذ القرارات الحاسمة في أوقات الأزمة، والذي في ذروة الاحتلال البريطاني، لم يكن مستعداً للمماطلة أو انتظار أوامر من القنصل، الخديوي، الملك أو الرئيس.»
الأزمة «الحاسمة» التي أشارت إليها المقالة هي أحداث الاضطرابات الوطنية سنة 1919 التي جلبت في نهاية المطاف الاستقلال لمصر. اكتشف المصريون سعد زغلول، الرجل الوطني المخلص الذي وقف في وجه القمع البريطاني وعارض سياساته بشكل علني. وخلف سعد زغلول باشا، احتشد الشعب بأكمله.
لكن بدلاً من الإنصات للوطنيين والمفاوضة حول التسوية، قام المندوب السامي البريطاني في 8 مارس 1919، بترحيل سعد زغلول باشا وكبار مدعميه، إسماعيل صدقي باشا ومحمد محمود باشا (جميعهم سيصبحوا رؤساء وزراء مصر)، إلى مالطا. كان اللورد اللنبي لا يتحمل أي حديث عن الاستقلال.
في غضون أيام، اندلعت في مصر ثورة غير مسبوقة مما أدى للانهيار التام لنظام النقل الحيوي والاتصالات وتأثير وشيك بشل اقتصاد البلاد. أغلقت خطوط السكك الحديدية، حرقت المحطات، قطعت أسلاك الهاتف والتلغراف. تلى هذا اضراب عام قام به الموظفون المصريون واستقالة الحكومة المصرية.
أصيبت مصر بشلل تام. وعـُزلت القاهرة عن بقية البلاد. لأول مرة بدا أن التعالي البريطاني في التعامل مع المصريين لا يجدي نفعاً. وأطلق سراح سعد زغلول في 7 أبريل 1919.
وفيما يتعلق بالمندوب السامي البريطاني وأعوانه، فإن الوقت قد حان لحصر الخسائر، وجمع الحطام واستعادة نمط للحياة. لكن قبل ذلك، كانت هناك بعض الحسابات التي يجب تسويتها. إحداها كانت كوم أمبو.

## الاستقلال النقدي الوجيز لشركة كوم أمبو
يأتي الصيف مبكراً في صعيد مصر عنه في الوجه البحري. ولذلك فليس من المألوف، أن يحضر المحصول إلى الجنوب قبل أسابيع من زراعتها أو حصادها في الدلتا. بطريقة مماثلة، فالتأخير لأيام قليلة يمكن أن يدمر المحصول بالكامل، وهذا هو السبب في اندلاع أحداث مارس 1919، بالتزامن مع وقت الزراعة في كوم أمبو، مما وضع المحصول بأكمله، وبالتالي المفتش، في حالة يرثى لها. إذ إنقطع اتصاله بالمقر الرئيسي للشركة، وسرعان ما جفت السيولة وبدأ تخزين السلع في كوم أمبو وما جاورها. لنفس الأسباب، نفذت الأموال من البنك المحلي الذي كان يخدم كوم أمبو. ولم تصل شحنات نقدية جديدة حيث تم وقف القطارات القادمة من القاهرة.
إذا لم يدفع المفتش للفلاحين فلن يكون هناك محصول. وإذا لم يكن هناك محصول، فسوف تتوقف مصانع السكر وسيضيع الإنتاج السنوي من السكر. كان على الرجل التوصل إلى حل، سريعاً.
كانت المقايضة واردة. فحتى شركة كوم أمبو قد اتخذت إجراءات القرن العشرين ولم تكن لترتد على عقبيها إلى المقايضة بعقود من الخرز مقابل كيلوجرامات من الحبوب. البديل الوحيد المتاح للمفتش كان طباعة أوراق مالية خاصة به. في خطوة جريئة لم تحدث من قبل في تاريخ مصر الحديث. حتى محمد علي باشا لم يقدم على هذه الخطوة خوفاً من رد فعل السلطان العثماني في القسطنطينية.
كانت الأموال التي طبعها أحمد بك مصطفى بدائية. لم يكن هناك عملات معدنية، فقط كانت عبارة عن أوراقة مقطوعة يظهر عليها كتابة بخط اليد يعد فيها بالدفع لحامله عند الطلب المبلغ المدون على الورقة. كانت الأوراق تحمل توقيع المفتش. كذلك كانت هناك أوراق فئة خمسة، عشر، خمسة عشر قرشاً، وكذلك خمسة وعشرة جنيهات ولم تكن مدعومة بذهب أو فضة، ولم تكن قابلة للتحويل في أي مناقصة مالية معروفة. الغطاء الوحيد والدعم الذي كان يتمتع به مصطفى بك كان في كوم أمبو. الفلاحون، العمال المهاجرون، التجار والموظفون كانوا متفقين على الوقوف بجانبه.
بمجرد تداول النقود الجديدة، كان محصول قصب السكر جيداً وضمنت مصانع السكر حصتها من المواد الخام. كان المفتش ممثلاً للقانون والنظام في المنطقة كلها. وأصبحت كوم أمبو جمهورية مستقلة مصغرة.
لم يغب مضمون عزم أحمد بك مصطفى عن البريطانيين. كان هناك روح مستقلة قادرة على ايجاد حلول عملية. تم ترجمته باللغة الاستعمارية، على أنه عقل تخريبي خطير قام بالتعامل مع المواقف المعقدة، مهارات المحتل الأجنبي التي لا يمكن أن يقدرها في الآخرين لكنها تقتصر عليه وحده. الثوري أحمد بك مصطفى لابد أن يلقن درساً على براعته.
تم اعتقال أحمد بك مصطفى، حتى قبل توجيه الاتهامات الواهية له، تراوحت التهم من توجيهه الأمر بقطع خدمة السكك الحديدية في منطقته، إلى إيوائه لعناصر تخريبية. بموجب الأحكام العرفية السائدة، كان أحمد بك مصطفى مداناً بجرائم تصل عقوبتها إلى الإعدام.
ظل أحمد بك مصطفى رابط الجأش، واثقاً أن العقوبة المشددة قد تتسبب في اندلاع انتفاضة كبيرة من كوم أمبو حتى أسوان. علاوة على ذلك، فقد مارس المساهمين ذوي النفوذ ضغطاً كبيراً على لندن من أجل تخفيف عقوبة الإعدام على مصطفى. مجموعة قوية من الممولين اليهود، كانوا حريصين للغاية على الرجل الذي ظهر معدنه في أوقات الأزمة.
بالتالي لم تكن مفاجئة عندما، بعد مرور ثلاث سنوات، أختير أختير المفتش كعضو مجلس شيوع عند تشكيل أول برلمان دستوري في مصر في عهد الملك فؤاد. بعد فترة قريبة واجه عضو مجلس الشيوخ الجديد من كوم أمبو أزمة جديدة لكن في هذا الوقت كان هناك القليل الذي يمكن فعله مع مناهضة الاستعمارية والكثير لفعله مع قمع حركة العمال الثائرين في مصر. رفض مصطفى بك الاعتراف بأن عماله قد تجمعوا معاً لتكوين نقابة ذات صوت مسموع. وبدأ زعيم العمال في التوجه للصحف مندداً بعضو مجلس الشيوخ باعتباره طاغية وكاسر للنقابات. في كتابه العمال على النيل 1882-1954، أطلعنا جويل بينين من جامعة ستانفورد على هذا الأمر.
«وجد عمال كوم أمبو الذي تمت الإشارة إليهم سابقاً نقابتهم التي أعيد إحياؤها مؤخراً معرضة للهجوم من أحمد بك مصطفى نفسه - المشرف على مشروع العقارات، النبيل المحلي ذو السلطة، وعضو مجلس الشيوخ - الذي دمر نقابتهم الأولى التي تأسست عام 1919. طوال عمره، كان يهدد، لن يكون هناك نقابة: كان فوق القانون... يبدو من المرجح، بسبب التطورات اللاحقة في الساحة السياسية، أن أحمد بك قد وصل إلى نهاية الطريق.»
تراجعت عملة مصطفى بك تدريجياً في السوق مقابل البنك الأهلي المصري كعملة قانونية. وهناك أعداد قليلة من تلك الأوراق المالية احتفظ بها جامعة العملات تظهر من وقت لآخر في قاعة مزادات كريستي في لندن أو سوثبي في نيويورك.

## الهامش
1. ↑  باسم: Société Anonyme de Wadi Kom-Ombo. مذكور في: أرشيف صحافة القرن العشرين. مُعرِّف مُجلَّد في أرشيف صحافة القرن العشرين (PM20): co/072986. الوصول: 29 يونيو 2021.
2. ↑  باسم: Société Anonyme de Wadi Kom-Ombo. مذكور في: أرشيف صحافة القرن العشرين. مُعرِّف مُجلَّد في أرشيف صحافة القرن العشرين (PM20): co/072986. الوصول: 5 يوليو 2021.
3. ↑  باسم: Société Anonyme de Wadi Kom-Ombo. مذكور في: أرشيف صحافة القرن العشرين. مُعرِّف مُجلَّد في أرشيف صحافة القرن العشرين (PM20): co/072986. الوصول: 27 يوليو 2021.
4. ↑  سمير رأفت (3 فبراير 1996). "جمهورية كوم أمبو العابرة". البريد المصري. مؤرشف من الأصل في 2018-12-24. اطلع عليه بتاريخ 2014-05-07.

## وصلات خارجية
- بلومبرگ بزنس ويك
- جمهورية كوم أومبو